# Додай, Арьян
Арьян Додай (алб. Arjan Dodaj; род. 21 января 1977, Лячи, Албания) — албанский римско-католический иерарх. Титулярный епископ Лестроны с 9 апреля 2020 по 30 ноября 2021 года. Архиепископ-митрополит Тираны — Дурреса с 30 ноября 2021 года.

## Биография
Родился 21 января 1977 года в городе Лячи. В 1993 году эмигрировал в Италию и поселился в Кунео. В 1997 году присоединился к Братству священников сыновей  Креста и учился в Папском научном обществе Царицы Апостолов в Риме. 6 июня 2003 года был рукоположен в священники папой Иоанном Павлом II в соборе Святого Петра.
После посвящения в священнический сан служил на приходах и в общине католиков-албанцев в Риме. В 2017 году его направили в Албанию в качестве священника, по миссионерской программе «Дары веры». Додай занимал место генерального викария в архиепархии Тирана-Дурреса, а также занимался приходской и университетской пастырской работой. Он также был генеральным секретарем епархиального синода и заместителем секретаря конференции албанских епископов.
9 апреля 2020 года папа Франциск назначил его титулярным епископом Лестроны и вспомогательным епископом Тираны-Дурреса. Достопочтенный Джордж Энтони Френдо, архиепископ Тираны-Дурреса рукоположил его в епископы 15 сентября 2020 года. Во время хиротонии архиепископу сослужили апостольский нунций в Албании, архиепископ Чарльз Джон Браун и Джанпьеро Пальмиери, вспомогательный епископ в Риме.
30 ноября 2021 года папа Франциск назначил Додая архиепископом Тирана-Дурреса; инаугурация состоялась 22 января 2022 года.